# 表面改性技术
表面改性技术（Surface modification）是仅对材料的表面进行处理的技术，如渗碳（或渗氮）、喷丸、激光处理、离子注入、表面涂层法、阳极氧化、化学气相沉积、物理气相沉积等等。